# Maran, Bodens kommun
Maran är ett bostadsområde i Sävasts distrikt i Bodens kommun, Norrbottens län (Norrbotten). Området ligger på Sävastön mellan Luleälven och Sävastån och utgör en del av tätorten Sävast. 2015 klassades området, på grund av avståndet till ortens övriga bebyggelse, som en separat småort.  Sedan 2018 räknas dock området på nytt som en del av tätorten Sävast.